# Bathyclarias rotundifrons
Bathyclarias rotundifrons é uma espécie de peixe da família Clariidae.
Pode ser encontrada nos seguintes países: Malawi, Moçambique e Tanzânia.
Os seus habitats naturais são: lagos de água doce.